# Teufenbach
Teufenbach är huvudorten i kommunen Teufenbach-Katsch i distriktet Murau i förbundslandet Steiermark i Österrike. Teufenbach var tidigare en självständig kommun, men blev den 1 januari 2015 en del av den nybildade kommunen Teufenbach-Katsch.